# Кузьмін Віктор В'ячеславович
Віктор В'ячеславович Кузьмін  (пом. 24 лютого 2022, під містом Сватове на Луганщині) — підполковник 96-ї Київської зенітно — ракетної бригади Збройних сил України, відзначився у ході російського вторгнення в Україну.

## Життєпис
Віктор Кузьмін народився 26 вересня 1980 року у с. Судилків, Шепетівського району Хмельницької області. Закінчив школу у рідному селі. Навчався у Національному університеті оборони України імені Івана Черняховського.
У вересні 2021 року на щорічному чемпіонаті Збройних Сил України зі стрільби став найкращим у прикладній стрільбі з пістолета Макарова (Повітряне командування «Центр»).
Загинув у перший день російського вторгнення в Україну під містом Сватове на Луганщині. Похований 13 березня 2022 року у рідному селі Судилків на Хмельниччині.

## Родина
Залишилися дружина та двоє дітей.

## Нагороди
- орден «Богдана Хмельницького» III ступеня (2022, посмертно) — за особисту мужність і самовіддані дії, виявлені у захисті державного суверенітету та територіальної цілісності України, вірність військовій присязі.